# Christian Duplé

a Compétitions nationales et continentales officielles uniquement.

b Matchs officiels uniquement.
Christian Duplé, né le 7 octobre 1929 à Bayonne et mort le 3 mars 2002 à Bayonne, est un joueur de rugby à XIII évoluant au poste de troisième ligne ou de demi de mêlée.

## Biographie
Il débute sous les couleurs du club de Bordeaux avant d'effectuer une pige à Toulouse puis de retourner à Bordeaux où il y effectue la majeure partie de sa carrière. Il y remporte le Championnat de France en 1954 et dispute la finale de la Coupe de France en 1956, aux côtés de Raymond Contrastin, Paul Bartoletti et André Carrère. Il côtoie également l'équipe de France où se trouve Puig-Aubert, Élie Brousse et Jacques Merquey.
Il travaille et occupe en parallèle le poste de chez de service aux huiles HAFA à Dax.[pas clair]

## Palmarès

### En tant que joueur
- Collectif : 
  - Vainqueur du Championnat de France : 1954 (Bordeaux).
  - Finaliste de la Coupe de France : 1956 (Bordeaux).

### Détails en sélection
| 1.  | 25 octobre 1952  | Pays de Galles      | 16-22 | Test-match | Troisième ligne | - | - | - | - |
| 2.  | 27 décembre 1952 | Australie           | 12-16 | Test-match | Troisième ligne | - | - | - | - |
| 3.  | 11 juin 1955     | Australie           | 8-20  | Test-match | Troisième ligne | 2 | - | 1 | - |
| 4.  | 2 juillet 1955   | Australie           | 29-28 | Test-match | Troisième ligne | 2 | - | 1 | - |
| 5.  | 23 juillet 1955  | Australie           | 8-5   | Test-match | Demi de mêlée   | 2 | - | 1 | - |
| 6.  | 6 août 1955      | Nouvelle-Zélande    | 19-9  | Test-match | Demi de mêlée   | - | - | - | - |
| 7.  | 13 août 1955     | Nouvelle-Zélande    | 6-11  | Test-match | Demi de mêlée   | - | - | - | - |
| 8.  | 19 octobre 1955  | Autres Nationalités | 19-32 | Test-match | Demi de mêlée   | - | - | - | - |
| 9.  | 11 décembre 1955 | Grande-Bretagne     | 17-5  | Test-match | Troisième ligne | - | - | - | - |
| 10. | 8 janvier 1956   | Nouvelle-Zélande    | 24-7  | Test-match | Troisième ligne | - | - | - | - |
| 11. | 31 janvier 1956  | Nouvelle-Zélande    | 24-3  | Test-match | Troisième ligne | - | - | - | - |
| 12. | 10 mai 1956      | Angleterre          | 23-9  | Test-match | Troisième ligne | - | - | - | - |
| 13. | 23 décembre 1956 | Australie           | 6-10  | Test-match | Troisième ligne | - | - | - | - |
| 14. | 3 janvier 1957   | Australie           | 21-25 | Test-match | Troisième ligne | - | - | - | - |
| 15. | 26 janvier 1957  | Grande-Bretagne     | 12-45 | Test-match | Troisième ligne | 3 | 1 | - | - |
| 16. | 3 mars 1957      | Grande-Bretagne     | 19-19 | Test-match | Troisième ligne | - | - | - | - |
| 17. | 2 mars 1958      | Grande-Bretagne     | 9-23  | Test-match | Demi de mêlée   | - | - | - | - |

### En club
| Saison    | Saison           | Championnat           | Championnat | Championnat | Championnat | Championnat | Championnat | Championnat |
| Saison    | Saison           | Compétition           | M           | Pts         | Ess.        | Buts        | Dp.         |             |
| --------- | ---------------- | --------------------- | ----------- | ----------- | ----------- | ----------- | ----------- | ----------- |
| 1946-1947 | Bordeaux         | Championnat de France | ?           | -           | -           | -           | -           |             |
| 1947-1948 | Bordeaux         | Championnat de France | ?           | -           | -           | -           | -           |             |
| 1948-1949 | Bordeaux         | Championnat de France | ?           | -           | -           | -           | -           |             |
| 1949-1950 | Bordeaux         | Championnat de France | ?           | -           | -           | -           | -           |             |
| 1950-1951 | Bordeaux         | Championnat de France | ?           | -           | -           | -           | -           |             |
| 1951-1952 | Toulouse         | Championnat de France | ?           | -           | -           | -           | -           |             |
| 1952-1953 | Toulouse         | Championnat de France | ?           | -           | -           | -           | -           |             |
| 1953-1954 | Bordeaux         | Championnat de France | ?           | -           | -           | -           | -           |             |
| 1954-1955 | Bordeaux         | Championnat de France | ?           | -           | -           | -           | -           |             |
| 1955-1956 | Bordeaux         | Championnat de France | ?           | -           | -           | -           | -           |             |
| 1956-1957 | Bordeaux         | Championnat de France | ?           | -           | -           | -           | -           |             |
| 1957-1958 | Bordeaux         | Championnat de France | ?           | -           | -           | -           | -           |             |
| 1958-1959 | Bordeaux         | Championnat de France | ?           | -           | -           | -           | -           |             |
| 1959-1960 | Bordeaux         | Championnat de France | ?           | -           | -           | -           | -           |             |
| 1960-1961 | Bordeaux-Facture | Championnat de France | ?           | -           | -           | -           | -           |             |
| 1961-1962 | Bordeaux-Facture | Championnat de France | ?           | -           | -           | -           | -           |             |
| 1962-1963 | Bordeaux-Facture | Championnat de France | ?           | -           | -           | -           | -           |             |
| 1963-1964 | Bordeaux-Facture | Championnat de France | ?           | -           | -           | -           | -           |             |